# 팀 린스컴
티머시 르로이 린스컴(영어: Timothy LeRoy Lincecum, 1984년 6월 15일 ~ )은 미국 프로 야구 선수이자, 전 미국 아메리칸 리그 텍사스 레인저스의 선수이다.

## 아마추어 선수 시절
린스컴은 리버티 고등학교와 University of Washington(유덥)을 졸업하였다. 특히 University of Washington에서 2006년에는 12승 4패 3세이브, 1.94의 평균자책점, 125와 1/3 이닝 동안 199 삼진의 성적을 올렸다. 그리하여 그 해의 최고의 아마추어 야구선수에서 주어지는 상인 골든 스파이크 상을 2006년에 수상하게 된다.
린스컴은 여러번 드래프트되었지만 거절하고 2006년에 샌프란시스코 자이언츠에 드래프트되어 계약하게 된다.
- 드래프트 일지

2003년 - 시카고 컵스 48라운드 (전체 1408번째)
2005년 - 클리브랜드 인디언스 42라운드 (전체 1261번째)
2006년 - 샌프란시스코 자이언츠 1라운드 (전체 10번째)

## 메이저 리그 커리어

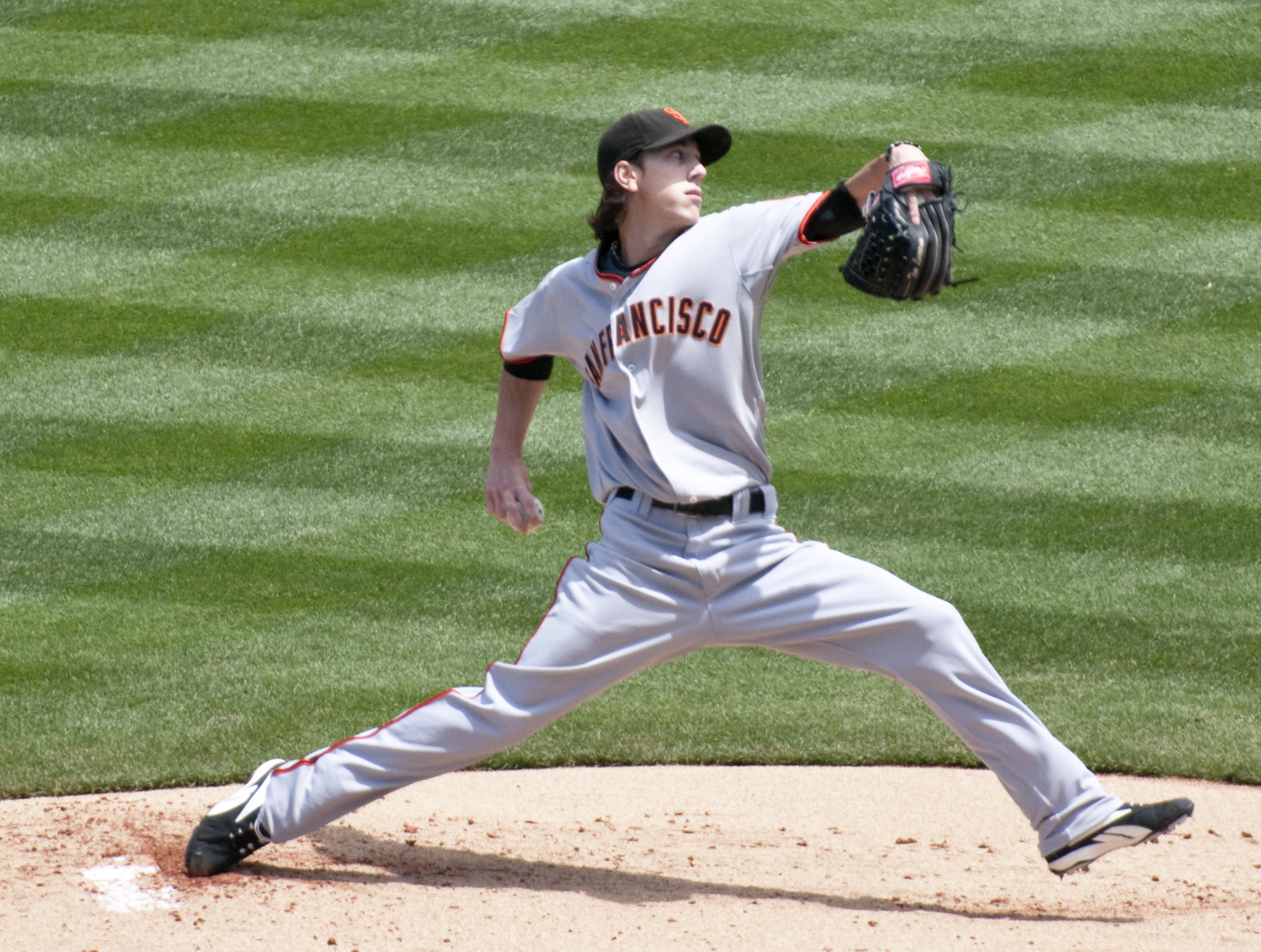
다이나믹한 투구폼의 팀 린스컴

2007년 5월 6일에 데뷔한 팀 린스컴은 2008년과 2009년에 2년 연속으로 내셔널 리그 사이 영 상을 수상하였다. 또한 같은 해에 내셔널 리그 올스타에 2년 연속으로 지명되었고, 또한 최다 탈삼진을 기록하였다. 2008년에는 메이저 리그 전체에서 탈삼진 1위를 기록하였고 메이저 리그 공식 홈페이지인 MLB닷컴 팬 투표에서 올해의 선발투수로 선정되었다.
2011년 6월 6일에는 워싱턴 내셔널즈와의 경기에서 제리 헤어스톤 주니어를 삼진으로 처리하며 개인통산 1000번째 삼진을 잡았다. 이것은 5번째 시즌에서 이루어낸 것인데 메이저 리그 역사상 단 8명만(린스컴 포함)이 이루어낸 것이다.
2013년 7월 14일에는 샌디에이고 파드리스와의 원정경기에서 볼넷을 단 4개만 허용하고 호머 베일리에 이어서 시즌 두 번째로 노히트 노런을 달성했다.
노히트 노런에도 불구하고, 린스컴의 2013년은 훌륭하지만은 않았다. 그러나 2014년에 새로 샌프란시스코 자이언츠에 합류한 팀 허드슨(Tim Hudson)의 도움 아래 스터프를 향상시키는데 성공했고, 6월 26일에는 AT&T 파크에서 샌디에이고 파드리스와의 홈경기에서 1볼넷 노히트 노런을 획득했다. 그러나 후반기 초, 필라델피아 필리스와의 연장전에서 마지막 이닝을 책임지기 위해 등판한 이후, 린스컴은 급격한 하향 곡선을 그리다가 결국 불펜으로 강등된다. 포스트시즌에서는 와일드카드 경기, NLDS, NLCS 총 10게임을 샌프란시스코 자이언츠가 치르는 동안 단 한 경기에도 등판하지 못했고, 월드시리즈에서 1번 등판했으나 부상을 입었다.
2016년 LA 에인절스와 1년 250만달러 계약을 맺었다. 6월 19일 오클랜드전 선발 등판했다.결과는 6이닝 2탈삼진 1실점 승리투수로 순조로운 출발을 알렸지만 이후 4경기에서 한 번도 6이닝 이상을 소화하지 못하면서 3패를 당했다.
부진 끝에 현지시간 8월 6일 팀으로부터 DFA 조치, 결국 AAA로 내려가고 방출.
2018년 LA 다저스와 텍사스 레인저스가 그에게 관심을 보였고, 결국 2월 28일 텍사스와 계약에 합의했다(보장액은 1년 1M). 하지만 손가락 물집 등으로 60일 DL이 났고, 리햅 AAA에서 10경기 ERA 5.68로 크게 부진하면서 6월 5일 (현지시각)에 방출되었다.
린스컴은 굉장히 넓은 투구폼을 가졌다. 밥 펠러 등 여러 전설적인 투수들의 투구폼을 조합해 그의 아버지와 만든 것이다. 전문가들은 부상을 우려했으나, 아직까지 그는 팔꿈치나 어깨 부상으로 부상자 명단에 등재된 적이 단 한 번도 없다.

## 연도별 투수 성적
| 연 도           | 소 속           | 나 이           | 승 리 | 패 전 | 승 률 | 평 자 책 | 출 장 | 선 발 | 완 투 | 완 봉 | 세 이 브 | 홀 드 | 이 닝  | 피 안 타 | 피 홈 런 | 볼 넷 | 고 4 | 탈 삼 진 | 몸 맞 | 보 크 | 폭 투 | 실 점 | 자 책 | 타 자 수 | W H I P |
| --------------- | --------------- | --------------- | ----- | ----- | ----- | -------- | ----- | ----- | ----- | ----- | -------- | ----- | ------ | -------- | -------- | ----- | ---- | -------- | ----- | ----- | ----- | ----- | ----- | -------- | ------- |
| 2007            | SFG             | 23              | 7     | 5     | .583  | 4.00     | 24    | 24    | 0     | 0     | 0        | 0     | 146.1  | 122      | 12       | 65    | 5    | 150      | 2     | 0     | 10    | 70    | 65    | 618      | 1.28    |
| 2008            | SFG             | 24              | 18    | 5     | .783  | 2.62     | 34    | 33    | 2     | 1     | 0        | 0     | 227.0  | 182      | 11       | 84    | 1    | 265      | 6     | 2     | 17    | 72    | 66    | 928      | 1.17    |
| 2009            | SFG             | 25              | 15    | 7     | .682  | 2.48     | 32    | 32    | 4     | 2     | 0        | 0     | 225.1  | 168      | 10       | 68    | 2    | 261      | 6     | 0     | 11    | 69    | 62    | 905      | 1.05    |
| 2010            | SFG             | 26              | 16    | 10    | .615  | 3.43     | 33    | 33    | 1     | 1     | 0        | 0     | 212.1  | 194      | 18       | 76    | 7    | 231      | 5     | 0     | 9     | 84    | 81    | 897      | 1.27    |
| 2011            | SFG             | 27              | 13    | 14    | .481  | 2.74     | 33    | 33    | 1     | 1     | 0        | 0     | 217.0  | 176      | 15       | 86    | 5    | 220      | 6     | 0     | 9     | 74    | 66    | 900      | 1.21    |
| 2012            | SFG             | 28              | 10    | 15    | .400  | 5.18     | 33    | 33    | 0     | 0     | 0        | 0     | 186.0  | 183      | 23       | 90    | 3    | 190      | 4     | 2     | 17    | 111   | 107   | 825      | 1.47    |
| 2013            | SFG             | 29              | 10    | 14    | .417  | 4.37     | 32    | 32    | 1     | 1     | 0        | 0     | 197.2  | 184      | 21       | 76    | 8    | 193      | 7     | 2     | 11    | 102   | 96    | 841      | 1.32    |
| 2014            | SFG             | 30              | 12    | 9     | .571  | 4.74     | 33    | 26    | 1     | 1     | 1        | 0     | 155.2  | 154      | 19       | 63    | 0    | 134      | 5     | 1     | 15    | 86    | 82    | 673      | 1.39    |
| 2015            | SFG             | 31              | 7     | 4     | .636  | 4.13     | 15    | 15    | 0     | 0     | 0        | 0     | 76.1   | 75       | 7        | 38    | 2    | 60       | 1     | 0     | 5     | 37    | 35    | 333      | 1.48    |
| 2016            | LAA             | 32              | 2     | 6     | .250  | 9.16     | 9     | 9     | 0     | 0     | 0        | 0     | 38.1   | 68       | 11       | 23    | 0    | 32       | 2     | 0     | 3     | 41    | 39    | 200      | 2.37    |
| MLB 통산 : 10년 | MLB 통산 : 10년 | MLB 통산 : 10년 | 110   | 89    | .553  | 3.74     | 278   | 270   | 10    | 7     | 1        | 0     | 1682.0 | 1506     | 147      | 669   | 33   | 1736     | 44    | 7     | 107   | 746   | 699   | 7120     | 1.29    |

- 시즌 기록 중 굵은 글씨는 해당 시즌 최고 기록

## 마리화나 사건
2009년 11월 6일,팀 린스컴은 고향인 워싱턴주에서 과속으로 경찰의 검문을 받게 되었는데, 경찰이 마리화나 냄새를 맡고 차량 검색을 요구하여 3.3g의 마리화나를 적발하였다. 이 과정에서 기소를 당할 뻔 했으나 250달러의 합의금으로 기소를 면하였다. 이후 린스컴은 대마컴이라는 불명예스러운 별명을 얻었다. 마리화나 흡연은 불법이긴 하지만 미국 젊은이들 사이에선 '한번쯤 해보는' 널리 퍼진 행위고 마리화나 자체의 중독성 또한 크게 강하지 않아 이를 통해 린스컴이 소위 말하는 '노는 선수' '불량한 선수'라고 보기엔 무리가 있다. (실제로 린스컴은 예의바르고 팬들에게 친절한 선수로 유명하다.)

## 월드시리즈 우승
2010년 첫 포스트시즌 경기에서 린스컴은 애틀랜타 브레이브스와의 경기에서 삼진 14개를 잡으며 2안타 완봉승을 거두었다. 포스트시즌에서의 14개의 삼진은 샌프란시스코 자이언츠 프랜차이즈의 포스트시즌 기록을 깨는 것이었다.
2번째 포스트시즌 경기는 필라델피아 필리스와의 경기에서 상대투수 로이 할러데이와의 대결에서 7이닝 동안 삼진 8개 3실점을 하며 팀의 4-3 승리를 이끌어 냈다.
2010년 월드시리즈 1차전에서 5.2이닝 4실점, 5차전에서 8이닝 1실점으로 승리투수가 되며 샌프란시스코 자이언츠의 56년만의 우승을 이끌었다.
2012년 월드시리즈에서는 불펜투수로 나서 훌륭한 모습을 보여주었으나, 같은 보직으로 나선 2014년 월드시리즈에서는 통증을 느끼고 단 한 번 등판한 뒤 교체되었다.

## 전담 포수
항상 샌프란시스코 자이언츠의 주전 포수인 버스터 포지와 호흡을 맞추었으나, 2014년부터 백업 포수인 헥터 산체스와 호흡을 맞추는 빈도가 늘어나고 있다.

## 같이 보기
- 사이 영 상
- 월드 시리즈의 우승 팀 목록